# طيريات الأرجل
طيريات الأرجل أو الأورنيثوبودات أو طيريات الأقدام (أو حسب نطقها الأصلي «الأورنيثوبَد») هيَ أنواع فرع الأورنيثوبودا الذي يُمثل مَجموعة من الديناصورات طيرية الورك. كانت هذه الحيوانات في بداية نشأتها راعيات نبات صغيرة وسريعة ثنائية الحركة، لكنها لاحقاً نمت في حجمها وأعدادها لتصبح واحدة من أنجح مَجموعات الحيوانات العاشبة في العصر الطباشيري والمُسيطرة في أراضي قارة أمريكا الشمالية. كانت ميزة الأورنيثوبودات التطورية الرئيسية هي تطور وتكيف جهازها الهضميّ إلى حد كبير حتى أصبح من أعقد أجهزة الزواحف الهضمية على الإطلاق، وذلك لدرجة أنه يُنافس في تطوره أجهزة الثدييات الحديثة مثل أبقار المَزارع. وصلت هذه المجموعة إلى قمة ازدهارها في عهد الديناصورات بطية المنقار، وذلك قبل أن يَنتهي أمرها في انقراض العصر الطباشيري-الثلاثي مع جميع الديناصورات الأخرى. وقد عاشت الأورنيثوبودات قبل أنقراضها في جميع القارات السبع، بالرغم من أنها نادرة عموماً في نصف الأرض الجنوبي وأنواعها التي قطنت أنتاركتيكا لا زالت غير مُسماة بعد.
تعني كلمة الأورنيثوبودا «قدم الطائر»، وهي مُشتقة من الكلمتين الإغريقيتين «أورنيثوس» التي تعني «طائر» و«بوس» التي تعني «قدم»، وقد أطلق على مَجموعة الأورنيثوبودا هذا الاسم نسبة إلى أقدامها التي تمتاز بامتلاكها لثلاث أصابع، وذلك مع أن العديد من الأورنيثوبودات المُبكرة حافظت على أصابعها الأربعة.

## الوصف

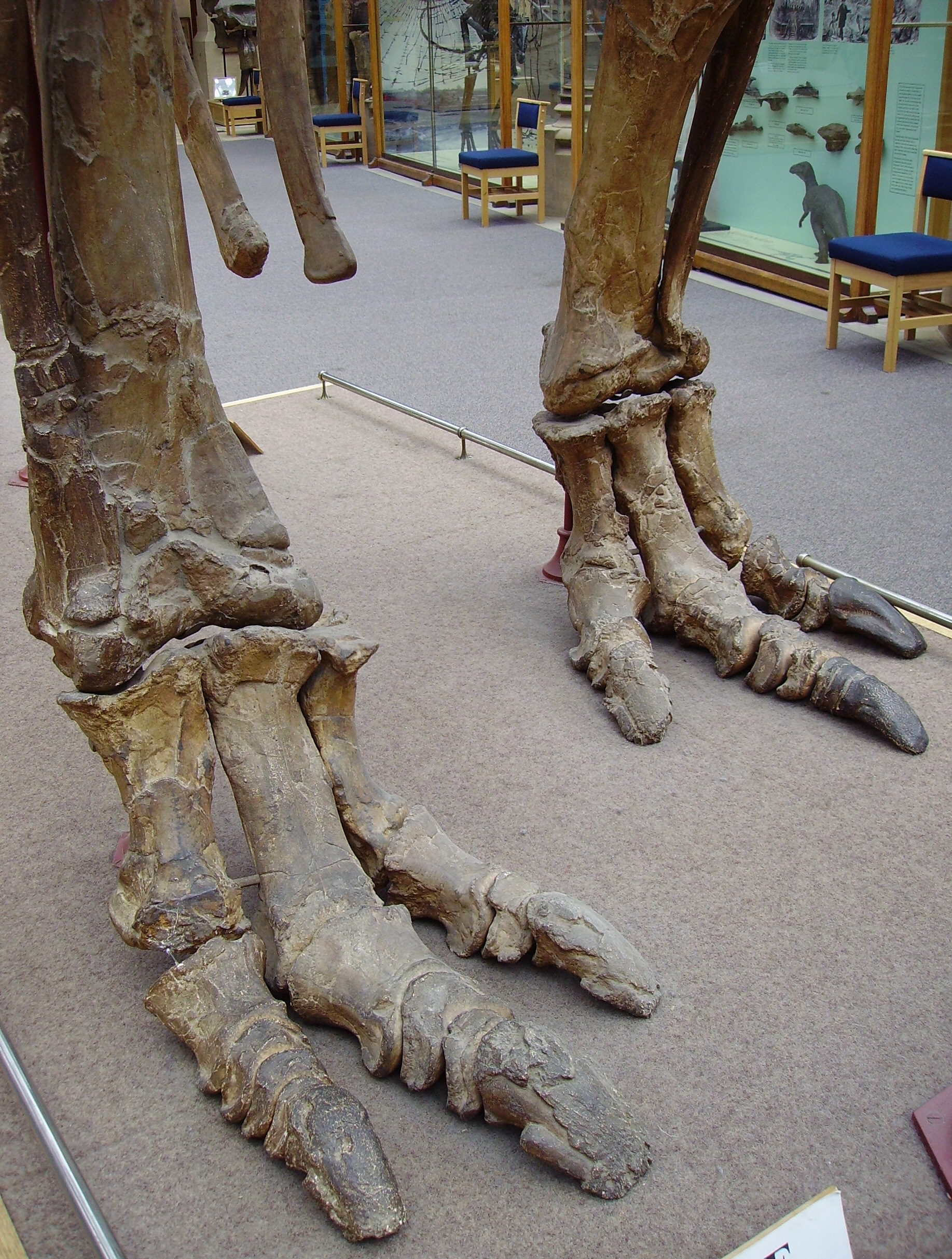
قدم الإغوانادون ثلاثية الأصابع.

تمتاز الأورنيثوبودات بأصابع أقدامها الثلاثية التي استمدت منها المَجموعة اسمها (كما ذكر سابقاً)، وهي تمتاز أيضاً بعدم امتلاكها لأي درع دفاعي طبيعي، كما أنها تملك بعض الأجزاء المُميزة الأخرى مثل منقارها الصلب وعظم عانتها الذي امتد في النهاية إلى جوار عظم الإيليوم والثقب الغريب الذي يَتخلل فكها السفلي. كانت تملك الأورنيثوبودات وأقاربها من السيرابودات صفائحاً غضروفية رقيقة تنتشر على الجانب الخارجي من الأضلاع، وفي بعض الحالات كانت هذه الصفائح تتمعدن ثم تتحجر. لكن مع ذلك فإن وظيفة هذه الصفائح في الجسم لا تزال غير مَعروفة، وقد عُثرَ عليها في بقايا أورنيثوبودات: هيبزيلوفودون وأوثنييلوصور وباركسوصور وتالنكاوين وثيسكيلوصور وماكروغريفوصور.
بَلغ طول الأورنيثوبودات الأولى حوالي مترٍ واحد فقط، لكنها ربما كانت سريعة جداً. وامتلتكت هذه الديناصورات آنذاك ذيلاً صُلباً - مثل الثيروبودات - لكي يُساعدها على مُوازنة أجسامها أثناء ركضها على ساقيها الخلفيتين. أما الأورنيثوبودات المتأخرة التي تطورت لاحقاً فقد أصبحت مُتكيفة أكثر للرعي على أربع، فقد أصبح عمودها الفقري مُنحنياً بحيث يُشبه أعمدة حيوانات الرعي الفقرية الحديثة مثل البيسون. لكن مع هذا فبعد ذلك عندما تكيفت الأورنيثوبودات أكثر للأكل وهي مُتيقظة لأعدائها أصبحت حركتها نصف رباعية، فقد ظلت قادرة على الركض على ساقين وعلى تسلق الأشجار لكنها أصبحت تقضي مُعظم وقتها وهيَ تمشي وترعى على أربع.
أصبحت الأورنيثوبودات المتأخرة التي أتت بعد ذلك أكبر حجماً، لكنها لم تنافس أبداً الحجم المُذهل الذي وصلت إليه الصوربودات طويلة الأعناق التي حلت محل الأورنيثوبودات إلى حد ما. فالديناصورات الأضخم بين الأورنيثوبودات على الإطلاق مثل الشانتونغوصور كانت بوزن صوربود مُتوسط الحجم بوزنها الذي بلغ 23 طناً، بينما لم تستطع أبداً النمو لأكثر من 15 متراً.

## التصنيف

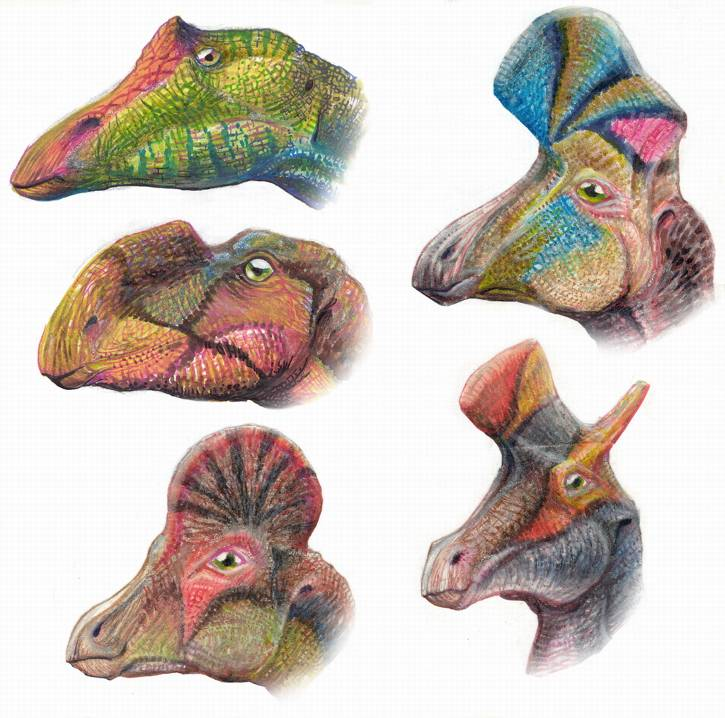
عدة ديناصورات هادروصوروية، من الأعلى إلى الأسفل ومن اليمين إلى اليسار: نوعان من اللامبيوصور (ذو العرف الكبير) وأورانوصور وموتابوراصور وكوريثوصور.

كان يُزج على مر التاريخ بمُعظم طيريات الورك ثنائية الحركة غير دقيقة التصنيف في مجموعة الأورنيثوبودات. ولذا فقد أعيد تصنيف مُعظمها منذ ذلك الحين على أنها فرع أول لأصنوفات رباعية الحركة مثل المارجينوسفاليا، لكن بعضها - مثل الباتشيسفالوصوريات عظمية الرؤوس - مُنحت أصنوفاتها الخاصة بها.[بحاجة لمصدر]
شكك سابقاً في تصنيف الديناصورات بمدى دقة شجرة تصنيف الهيبزيلوفودونيات. فقد تألفت الهيبزيليفودونيات في السابق من ديناصورات جميعها زوجية الحركة وطيرية الورك وغير إغوانادونية، لكن دراسات علم العلاقات التطورية اللاحقة أظهرت أن مَجموعة كهذه ستكون شبه عرق. ولذا فلا يُمثل فصيلة الهيبزيليفودونيات في هذه الحالة سوى جنس الهيبزيلوفودون.
- تحت رتيبة الأورنيثوبودات:
  - فصيلة الهيبزيلوفودونيات
  - (غير مُصنف) فرع الإغوانادونيا:
    - بيهاريوصور.
    - ماكروغريفوصور.
    - موتابوراصور.
    - تالنكاوين.
    - تينونتوصور.
    - فصيلة الكامبتوصوريات.
    - فصيلة الدرايوصوريات.
    - فصيلة الرابدودونتيات.
    - فوق فصيلة الإغوانادونويات:
      - فصيلة الإغوانادونيات.

  - فوق فصيلة الهادروصورويات:
    - جينتاصور.
    - فصيلة الهادروصوريات.